# Szép Iván (állatorvos)
Szép Iván (Kisszeben, 1920. február 9. – Budapest, 1994. október 16.) állatorvos, egyetemi tanár; az állatorvos-tudományok kandidátusa (1962). A Magyar Állathigiéniai Társaság, a Magyar Baromfi-egészségügyi Társaság, a Magyar Meteorológiai Társaság Orvosmeteorológiai Szakosztálya és a Magyar Agrártudományi Egyesület (MAE) tagja volt.

## Életpályája
1938-ban érettségizett a soproni Szent Asztrik Bencés Gimnáziumban. 1942-ben diplomázott a József Nádor Műszaki és Gazdaságtudományi Egyetem Mezőgazdasági és Állatorvosi Karán; állatorvos lett. 1943-ban állatorvos-doktori oklevelet kapott. 
1943–1944 között a József Nádor Műszaki és Gazdaságtudományi Egyetem Mezőgazdasági és Állatorvosi Kar Kórbonctani Intézete tanársegéde volt. 1944-ben Margittán volt járási állatorvos. 
1944–1945 között frontszolgálatot teljesített a nagyváradi huszárezredben.
1945–1946 között amerikai és belgiumi hadifogságban volt. 1946-ban Sopronban volt állatorvos. 1946–1949 között Kisújszálláson lett állatorvos. 1947–1948 között Kisújszálláson megszervezte az első magyarországi mesterséges megtermékenyítő állomást. 1949–1951 között Szolnok megye vezető főállatorvosaként dolgozott. 
1951–1959 között Budapest vezető főállatorvosává választották. 1959–1965 között a Gödöllői Agrártudományi Egyetem és a Gödöllői Agrártudományi Egyetem Állatbonctani- és élettani Tanszék, valamint az Állatélettani- és egészségtani Tanszék egyetemi docense, 1965–1990 között egyetemi tanára, 1959–1972 között a tanszék vezetője volt. 1953–1962 között az Állatorvosi Főiskola Belgyógyászati Tanszék egyetemi docense, az állathigiénia és az állatorvosi etika tantárgyak első magyarországi előadója volt.

### Munkássága
A nagyüzemi állattartás és a szarvasmarhatartás istállóhigiéniai kérdéseivel foglalkozott. Budapest főállatorvosaként megszervezte a Központi Hús- és Tejvizsgáló Állomást és a X. kerületi, illetve a XIII. kerületi állatkórházakat. A Gödöllői Agrártudományi Egyetemen felállította az első lúdegészségügyi és higiéniai laboratóriumot. Munkacsoportja elsőként írta le a lúdinfluenzát, az ún. Derzsy-féle betegséget és a ludak fertőző kloáka- és péniszgyulladását. Feldolgozta a magyarországi állatorvosi érdekvédelem történetét.

## Tagságai
1952–1964 között a Magyar Tudományos Akadémia Állatorvos-tudományi Bizottságának tagja volt. 1953–1971 között a Közalkalmazottak Szakszervezete Állatorvosi Szakosztályának elnöke volt. 1960–1986 között az Állathigiéniai Albizottsága tagja volt. 1970–1990 között a World’s Poultry Science Association tagja volt. 1971–1990 között az International Society for Animal Hygiene tagja volt.

## Családja
Szülei: Szép János könyvelő és Ligday Margit tanítónő voltak. 1944–1992 között Horváth Erzsébet volt a felesége. Három gyermekük született: Iván (1945–), Péter (1947–) és Tihanyi Miklósné Szép Erzsébet (1948–).

## Művei
- Adatok a tyúkok osteomyelosclerosiának előfordulásához (Egyetemi doktori értekezés, Budapest, 1943 és Állatorvostudományi Közlemények. Marek-emlékkötet. Budapest, 1948)
- Adatok a kisgazda tehenek meddőségi vizsgálatához (Magyar Állatorvosok Lapja, 1949)
- Adatok az actinomycosis heveny, járványos elterjedéséhez (Sántha Lajossal, Magyar Állatorvosok Lapja, 1951)
- Háziállatok légoltalma. 1–2. Állatorvosok és az állategészségügyi szolgálatba beosztottak részére (Kómár Gyulával, Budapest, 1952)
- Gyakoribb sertésbetegségek, sertéshigiéne (Budapest, 1953–1954; 3. kiadás: 1956; 4. kiadás: 1959; 5. átdolgozott és bővített kiadás: 1964)
- Összehasonlító adatok a bikaborjak természetszerű tartásához (Magyar Állatorvosok Lapja, 1954)
- Az istállóépítés modern irányelvei (Magyar Állatorvosok Lapja, 1956)
- Mezőgazdasági típusépületek műszaki fejlesztése (társszerző, Budapest, 1956)
- Háziállataink védelme vegyi és sugárártalmakkal szemben (Karsai Ferenccel, Kómár Gyulával, Budapest, 1958)
- A magas hőmérséklet hatása a hízómarhák takarmányfelvételére, takarmányértékesítésére és belső hőmérsékletére különböző istállótípusokban (Magyar Állatorvosok Lapja, 1958)
- Sertéshizlaldában fellépett ragadós száj- és körömfájás-járvány néhány gyakorlati tanulsága (Magyar Állatorvosok Lapja, 1959)
- A termelőszövetkezeti majorok telepítésének néhány állathigiéniai vonatkozása (Agrártudomány, 1959)
- Magyar állatorvosok címtára (Az előszót Huber Lajos írta, Budapest, 1959)
- Az időjárás szerepe a nagyüzemi állattenyésztésben. (Mezőgazdaságunk a belterjesség útján. VI. kötet. Állattenyésztés – vadgazdálkodás (Szerkesztette: Gaál László, Kattinger Gusztáv, Rudnyánszky Antal, Budapest, 1959)
- Állathigiéne (Egyetemi tankönyv, Mócsy Jánossal, Budapest, 1959; lengyelül: 1964)
- A borjak felnevelési betegségei (Magyar Mezőgazdaság, 1960)
- A nyitott szarvasmarha-istállók állategészségügyi kérdései (Mezőgazdasági Világirodalom, 1961)
- Összehasonlító mikroklíma-vizsgálatok szarvasmarhaistállókban (Kandidátusi értekezés, Budapest, 1961)
- Ívfényrendszerű szarvtalanító készülék (Gertner Mihállyal, Magyar Állatorvosok Lapja, 1961; németül: Acta Veterinaria, 1962)
- Fontosabb szarvasmarha-betegségek, szarvasmarha-higiéne (Kardeván Lászlóval, Lami Gyulával, Budapest, 1961)
- Összehasonlító mikroklíma-vizsgálatok szarvasmarha-istállókban (Kéri Menyhérttel, ATE Mezőgazdaság-tudományi Karának Közleményei, 1962 és 1–4. Magyar Állatorvosok Lapja, 1962–1964)
- Állatorvosi irányelvek a nagyüzemi állattenyésztés szervezésében. (Magyar Állatorvosok Lapja, 1962)
- Háziállatok bonc- és élettana. 1–3. (Egyetemi jegyzet, Potsubay Jánossal, Török Jánossal, Budapest, 1962–1963)
- A tartási környezet, mint stress-faktor (Magyar Állatorvosok Lapja, 1963)
- A nagyüzemi baromfitartás épületeinek mikroklíma-vizsgálataiból levonható épületgépészeti következtetések (A mezőgazdasági építés feladatai. Budapest, 1963)
- A nagyüzemi lúdtelepek egészségügye (ATE Mezőgazdaság-tudományi Karának Közleményei, 1964)
- A nagyüzemi lúdnevelés állategészségügyi kérdései (Magyar Állatorvosok Lapja, 1965)
- A szabadtartásos tehenészetek bioklíma- vizsgálata és az azokból levonható következtetések (ATE Mezőgazdaság-tudományi Karának Közleményei, 1965)
- Állategészségtan (Egyetemi tankönyv, Potsubay Jánossal, Budapest, 1965)
- Különféle alomanyagok hatása a csibenevelő mikroklímájára (Gippert Tiborral, Magyar Állatorvosok Lapja, 1966)
- Különböző típusú tojóházak mikroklíma-vizsgálata. 1–2. (Gippert Tiborral, Urbán Lászlóval, Baromfiipar, 1966)
- A baromfitartás épületeinek összehasonlító vizsgálata (MTA Agrártudományok Osztálya Közleményei, 1967)
- Háziállatok anatómiája és élettana (Egyetemi tankönyv, Potsubay Jánossal és Csavlek Andrással, Budapest, 1968)
- A stress jelentősége az állattenyésztésben (Témadokumentáció, Budapest, 1968)
- Adatok a naposlibák gombatoxinok iránti érzékenységéhez (Palyusik Mátyással, Szőke Ferenccel, Magyar Állatorvosok Lapja, 1968)
- A ludak fertőző kloáka-gyulladása (Nagy Gyulával, Pataky Máriával) – A nagyüzemi lúdtartás higiéniás kérdései (Baromfiipar, 1971)
- Állattenyésztés. 1–2. (Fekete Lajossal, Dienes Károllyal, Kovács Gáborral, Budapest, 1971; 2.-3. kiadás: 1973–1976)
- Új nagyüzemi lúdbetegségek, a ludak „gonorreája.” (Nagy Gyulával, Pataky Máriával, Baromfitenyésztés, 1972)
- A lúd fertőző cloaca- és penisgyulladása (Nagy Gyulával, Pataky Máriával. 1–2., Magyar Állatorvosok Lapja, 1973)
- Állattenyésztő üzemek és a környezetvédelem (Állattenyésztés, 1974)
- Összehasonlító gázanyagcsere-vizsgálatok ludakkal (Ernhaft Józseffel, ATE Mezőgazdaság-tudományi Karának Közleményei, 1974)
- Mezőgazdasági településhigiénia (Gödöllő, 1975)
- Különböző fajtájú ludak néhány élettani alapértékének összehasonlító vizsgálata (Ernhaft Józseffel, Vass Lászlóval, Állattenyésztés, 1976)
- Az állattenyésztő üzemek állategészségügye és higiéniája (Ernhaft Józseffel, Pataky Máriával, Gödöllő, 1978)
- Alapanyagcsere-mérések broiler ludakon (Ernhaft Józseffel, Vass Lászlóval, Baromfiipar, 1979)
- Néhány új coccidiumellenes szer hatékonyságának vizsgálata gyakorlati körülmények között (Vörös Gáborral, Magyar Állatorvosok Lapja, 1983)
- A falvak higiéniás helyzete (Magyar Építőművészet, 1984)
- Állategészségtan (Egyetemi és főiskolai tankönyv, szerkesztő, Budapest, 1984)
- Néhány új kokcidiosztatikum hatékonyságának vizsgálata gyakorlati körülmények között (Az Állattenyésztési és Takarmányozási Kutatóközpont Közleményei, 1984)
- A nagyüzemi lúdtelepek higiéniája (szerkesztő, Gödöllő, 1984)
- Vadegészségügy (Egyetemi jegyzet, szerkesztő, Gödöllő, 1987)
- Az inszeminálás gyakoriságának hatása a tojások termelésére, termékenységére és keltethetőségére broilercsirke-szülőpárállományokban (Hamad Mohameddel, Magyar Állatorvosok Lapja, 1987)
- Minőségi és higiéniai követelmények a kisállattenyésztés termékeinél (Állattenyésztés és takarmányozás, 1988)
- Az állatorvosok szakszervezeti mozgalmának története 1945-től 1970-ig. 1–4. (Magyar Állatorvosok Lapja, 1988–1993)
- A ludak téli tolltermelésének higiéniai és ökonómiai feltételei (Ernhaft Józseffel) – Állatorvosi érdekképviselet és érdekvédelem (Magyar Állatorvosok Lapja, 1989)
- Libamájtermelés- és export – állatvédelem (Magyar Állatorvosok Lapja, 1991)
- Az Állatorvosi Kar társadalmi helyzete és szerepe, érdekképviselete- és védelme 1880–1970 között. Benyújtott doktori értekezés is (Budapest, 1993)

## Díjai
- Munka Érdemérem (1953)
- Felszabadulási Emlékplakett (1955)
- Szocialista Faluért Emlékérem (1981)